# Kota Bumi Baru
Kota Bumi Baru is een bestuurslaag in het regentschap Bengkulu Selatan van de provincie Bengkulu, Indonesië. Kota Bumi Baru telt 585 inwoners (volkstelling 2010).